# Argenteuil—La Petite-Nation
Pour les articles homonymes, voir Argenteuil et La Petite-Nation.
Circonscription électorale fédérale du Canada
Argenteuil–La Petite-Nation est une circonscription électorale fédérale au Québec (Canada). Elle comprend:

## Géographie
La circonscription comprend:
- Les secteurs de Buckingham et Masson-Angers de la ville de Gatineau;
- Les villes de Lachute, Brownsburg-Chatham, Papineauville et Thurso ;
- Les municipalités de Saint-André-d'Argenteuil, Saint-Adolphe-d'Howard, Morin-Heights, Mille-Isles, Wentworth-Nord, Grenville-sur-la-Rouge, Lac-Simon, Lac-des-Seize-Îles, Boileau, Namur, Saint-Émile-de-Suffolk, Lac-des-Plages, Chénéville, Notre-Dame-de-Bonsecours, Fassett, Montebello, Plaisance, Saint-André-Avellin, Notre-Dame-de-la-Paix, Ripon, Montpellier, Mayo, Saint-Sixte, Mulgrave-et-Derry, Duhamel, Val-des-Bois, L'Ange-Gardien, Notre-Dame-de-la-Salette et Bowman;
- La municipalité du village de Grenville;
- Les municipalités de canton de Gore, Wentworth, Harrington, Lochaber et Lochaber-Partie-Ouest.

Les circonscriptions limitrophes sont Pontiac, Laurentides—Labelle, Rivière-Du-Nord, Gatineau, Mirabel, Vaudreuil-Soulanges au Québec, ainsi que Orléans et Glengarry-Prescott-Russell en Ontario.

## Historique
Argenteuil–La Petite-Nation a été créée lors du redécoupage électoral de 2013. Son territoire provient principalement de l'ancienne circonscription d'Argenteuil—Papineau—Mirabel, moins la région de Mirabel, et d'une partie de Pontiac.

## Députés
| Législature                                                                | Années        | Député          | Parti | Parti   |
| -------------------------------------------------------------------------- | ------------- | --------------- | ----- | ------- |
| Argenteuil—La Petite-Nation issue d'Argenteuil—Papineau—Mirabel et Pontiac |               |                 |       |         |
| 42e                                                                        | 2015–2019     | Stéphane Lauzon |       | Libéral |
| 43e                                                                        | 2019–2021     | Stéphane Lauzon |       | Libéral |
| 44e                                                                        | 2021–2025     | Stéphane Lauzon |       | Libéral |
| 45e                                                                        | 2025–en cours | Stéphane Lauzon |       | Libéral |